# Marocaulus impressicollis
Marocaulus impressicollis är en skalbaggsart som beskrevs av Leon Fairmaire 1899. Marocaulus impressicollis ingår i släktet Marocaulus och familjen långhorningar.
Artens utbredningsområde är Madagaskar. Inga underarter finns listade i Catalogue of Life.